# Emanuel Bachrach-Barée
Emanuel Bachrach-Barée (* 11. April 1863 in Oderberg, Österreichisch Schlesien; † 20. April 1943 in München, Freistaat Bayern) war ein österreichisch-deutscher Maler und Illustrator.

## Leben
Der Autodidakt Bachrach-Barée war seit 1885 als Maler und als Illustrator für deutsche Zeitungen in München tätig war. Seine jüdischen Eltern waren Philipp Bachrach, Müller in Oderberg, und Helene Bachrach, geb. Morgenstern. Am 12. Oktober 1897 heiratete er in München Rosa Bachrach, geb. Hellmuth (* 29. November 1875 in München); ihre beiden Söhne Hellmut (* 25. August 1898), ebenfalls Porträt-, Tier- und Landschaftsmaler, und Hans (* 15. September 1900) wurden in München geboren. Die Gräber von Emanuel Bachrach-Barée und seinem Sohn Helmut befanden sich im Alten Teil des Münchener Waldfriedhofs und wurden 1996 aufgehoben.
Bachrach-Barée zeichnete koloristisch-reizvolle Genreszenen in Öl und Pastell, stellte in den Jahren 1890–1893, 1901/02 und 1907 im Münchener Glaspalast als Mitglied der Luitpoldgruppe aus, außerdem 1891 und 1893 auf der Internationalen Kunstausstellung in Berlin und 1896 in der Sezessionsausstellung in Wien. Er war als Maler bis ins hohe Alter tätig, 1931 und 1932 waren seine Bilder in den Kunstausstellungen des Deutschen Museums in München zu sehen.

## Werke (Auswahl)
- 1890: Erntenachlese, Der Maler
- 1891: Im Hauptquartier Napoleons
- 1892: Konskription in Deutschland
- 1893: Einsamer Posten
- 1902: Invalidenandacht
- 1906: Alter Bauer
- 1907: Der Spieler[3]

1897 zeichnete er für die Allgemeine Illustrierte Zeitung das Bild Radlerinnen Picknick (Deutsches Fahrradmuseum Bad Brückenau).
Emanuel Bachrach-Barée begleitete künstlerisch die Münchner Novemberrevolution 1918/19. Es entstanden im Jahr 1919 die Werke Im Morgengrauen und Nach dem Attentat auf Kurt Eisner (Öl auf Leinwand und Karton, Münchner Stadtmuseum).